# Long Lake (Illinois)
Long Lake – jednostka osadnicza w Stanach Zjednoczonych, w stanie Illinois, w hrabstwie Lake.